# Lagergang

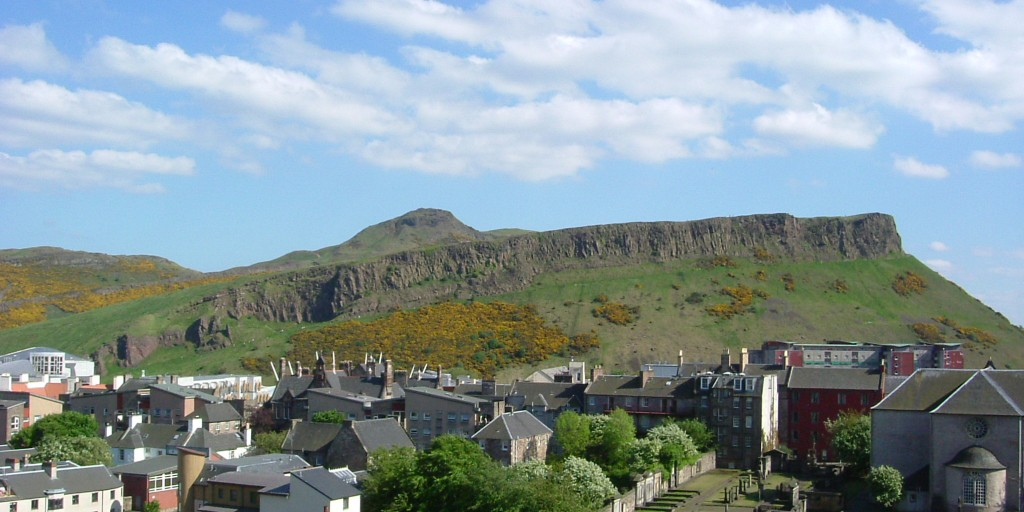
Salisbury Crags in Edinburgh, Schottland, ein in der Eiszeit teilweise freigelegter Lagergang

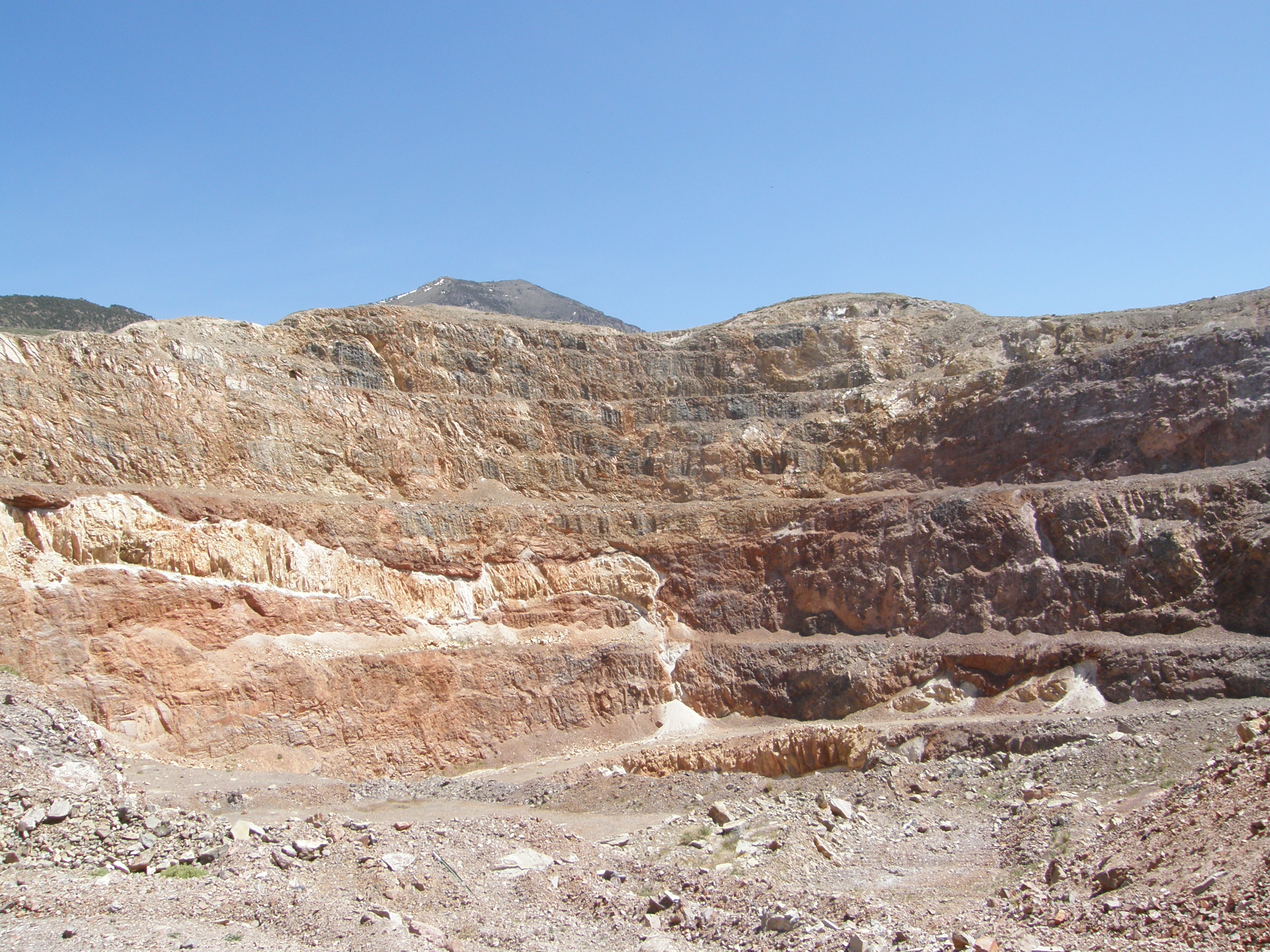
Ein in einem ehemaligen Goldtagebau angeschnittener Sill (helles Gestein), Nevada, USA

Ein Lagergang oder Sill ist ein schichtparallel in ein Gestein eingedrungener Gesteinskörper aus magmatischem Gestein oder seltener aus sedimentärem Gestein (meist Sandstein).
Im Gegensatz zum Lagergang bezeichnet Dyke (auch Dike) einen Gesteinsgang, welcher das umgebende Gestein schneidet oder durchkreuzt (vertikal).

## Merkmale
Die Grenzen eines Lagergangs sind immer parallel zur Schichtung, deshalb können Lagergänge auf den ersten Blick mit vulkanischen Lavaströmen verwechselt werden, die durch ihre Ablagerung an der Erdoberfläche in den meisten Fällen ebenfalls parallel zur Schichtung liegen. Es gibt jedoch mehrere Unterscheidungsmerkmale:
- sowohl an der Basis wie auch an der Oberseite des Lagergangs zeigt das Nebengestein Veränderungen durch die hohe Temperatur des eindringenden Magmas (Kontaktmetamorphose, Frittung), dies ist bei Lavaströmen nur an der Unterseite der Fall
- Lagergänge weisen keine Ausgasungsstrukturen wie ehemalige Gas-Hohlräume auf
- Lavaströme zeigen an ihrer Oberseite oft Anzeichen von Verwitterung oder Bodenbildungen, die von jüngeren Schichten überlagert werden, dies ist bei Lagergängen nie der Fall
- das Nebengestein kann teilweise aufgeschmolzen worden sein.

Da Lagergänge in Abhängigkeit von ihrer Mächtigkeit sehr langsam abkühlen und erstarren, weisen sie oft Anzeichen einer gravitativen Differentiation auf. Dabei sinken Erzminerale und andere früh gebildete Minerale zum Boden des Lagergangs und bilden dort Kumulate, die oft Lagerstätten wertvoller Erze bilden (Layered Intrusions).

## Vorkommen
Beispiele für Lagergänge oder Lagergang-ähnliche geologische Körper sind etwa der präkambrische Duluth-Gabbrokomplex oder der Stillwater-Komplex im südlichen Montana. In Schottland bildet ein Lagergang die Salisbury Crags in Edinburgh.
Zahlreiche Lagergänge kleineren Ausmaßes sind in Deutschland etwa aus dem Lahn-Dill-Gebiet im Rheinischen Schiefergebirge bekannt, weitere etwa aus der Vulkaneifel oder dem Siebengebirge (Weilberg).